# خولوبو
خولوبو (بالإنجليزية: Khuluppu)‏ شجرة العالم في الكوسمولوجيا البابلية. وتنتصب هذه الشجرة على ضفة الفرات. وقد صنع منها سرير الزفاف التي تمارس الحب عليه الربة عشتار Ishtar. وخشب هذه الشجرة يفيد في علاج الأمراض. وعندما أرادت لیلیت الاختباء في هذه الشجرة، لتشرف على تربية الأفاعي المفيدة في علاج الأمراض، طردها جلجامش بناء على طلب من عشتار.